# Brutti, sporchi e cattivi
Brutti, sporchi e cattivi (br Feios, Sujos e Malvados / pt Feios, Porcos e Maus) é um filme italiano realizado por Ettore Scola e foi lançado mundialmente em 23 de setembro de 1976. O filme foi vencedor do prêmio de melhor realização no 29º Festival de Cannes.

## Sinopse
O filme passa-se num bairro de lata de Roma, nos anos 1960, onde Giacinto Mazzatella mora com a esposa, dez filhos e outros parentes, numa barraca com apenas três quartos.
O avaro Giacinto guarda uma fortuna escondida em casa, que recebeu como indeminização por ter perdido um olho num acidente de trabalho. Sabendo da fortuna, a família tenta roubar-lhe o dinheiro e a situação agrava-se quando Giacinto começa a gastar com uma amante e a leva para morar na mesma casa que a esposa.

## Elenco
| Atores/Atrizes       | Personagens         |
| -------------------- | ------------------- |
| Nino Manfredi        | Giacinto Mazzatella |
| Maria Luisa Santella | Iside               |
| Francesco Anniballi  | Domizio             |
| Maria Bosco          | Gaetana             |
| Giselda Castrini     | Lisetta             |
| Alfredo D'Ippolito   | Plinio              |
| Giancarlo Fanelli    | Paride              |
| Marina Fasoli        | Maria Libera        |
| Ettore Garofolo      | Camillo             |
| Marco Marsili        | Vittoriano          |
| Franco Merli         | Fernando            |
| Linda Moretti        | Matilde             |
| Luciano Pagliuca     | Romolo              |
| Giuseppe Paravati    | Tato                |